# Tallchatra
Tallchatra (arab. تلخطرة) – wieś w Syrii, w muhafazie Idlib. W 2004 roku liczyła 749 mieszkańców.